# تلاؤم شامل

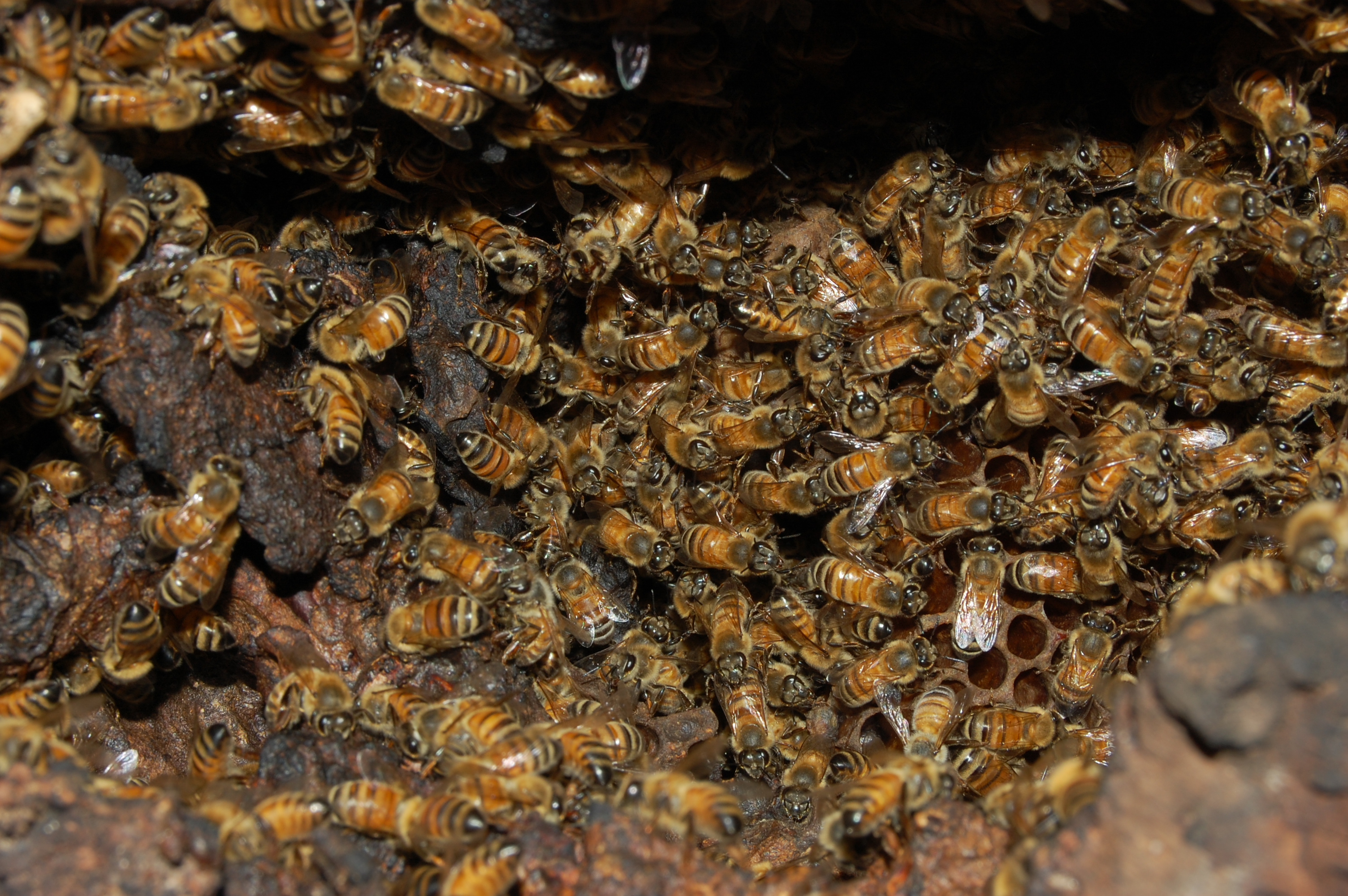
عش النحل الغربي

في علم الأحياء التطوري يعتبر التلاؤم الشامل Inclusive fitness أحد المقاييس الرئيسيَّة للنجاح التطوُّري للكائن الحي، يعتمد النجاح التطوري من وجهة النظر الجينيَّة على ترك الفرد لأكبر عدد ممكن من نسخه الجينيَّة من بعده، كان يُعتقد سابقاً أنَّ الجينات لم تحقِّق هذا النجاح إلَّا من خلال النسل القابل للحياة ولكنَّ هذه النظرية أغفلت طرقاً أخرى للنجاح الجيني والمثال الواضح على ذلك نجده عند الحشرات الاجتماعيَّة كالنحل والنمل حيث الغالبيَّة العظمى من الأفراد تكون غير قادرة على إنتاج ذريَّة.

## نظرة عامَّة
أظهرت أبحاث عالم الأحياء الإنكليزي ويليام هاملتون أنَّ العديد من الأفراد قد يتشاركون جينات بينهم، ويمكن للجين أن يزيد من نجاحه التطوري عن طريق الترويج غير المباشر لبقاء وتكاثر الأفراد الآخرين الذين يمتلكون نفس الجينات، يُعرف هذا المفهوم بنظريَّة اختيار الأقارب أو نظريَّة التلاؤم الشامل، تعتبر نظريَّة هاملتون هذه واحدة من النظريَّات الأساسيَّة التي تُفسِّر آليات تطوُّر السلوكيات الاجتماعيَّة عند الأنواع الطبيعيَّة، وإضافة هامَّة في مجال علم الاجتماع التطوري والذي ينصُّ على أنَّ بعض سلوكيَّات الأفراد يمكن أن تمليها الجينات وهكذا يمكن تمريرها إلى الأجيال القادمة واختيارها أثناء تطوُّر الكائن الحي.
يمكن تطبيق هذه الأفكار على جميع الكائنات الحيَّة لأنَّها تصف تطوُّر السلوكيات الفطريَّة والمكتسبة عند مجموعة واسعة من الأنواع بما في ذلك الحشرات والثدييات والبشر، ولو أخذنا مثال السنجاب الأرضي سنلاحظ أنَّه يُطلق نداءً تحذيريَّاً لتنبيه مجموعته عند وجود حيوانات مفترسة، هذا التنبيه الصوتي يجعل موقع السنجاب مكشوفاً ويُعرِّضه لخطر أكبر، ولكنَّه عن طريق هذه العمليَّة يحمي أقاربه وأفراد مجموعته، ويعتبر هذا الأمر نجاحاً تطوريَّاً للجينات ، مثال آخر نجده عند سمك الروبيان الذي تلبِّي سماته الاجتماعيَّة معايير التلاؤم الشامل، حيث يحمي الأفراد الأكبر سناً الشباب من الغرباء والمخاطر المختلفة ومن خلال ضمان بقاء الشباب سيستمرُّ نقل جينات الروبيان إلى الأجيال القادمة.

## قانون هاملتون
اقترح هاملتون أنَّ التلاؤم الشامل يوفِّر آلية لتطوُّر «الإيثار» وادعى أنَّ ذلك سيؤدي إلى انتقاء طبيعي لصالح الكائنات التي تتصرَّف بطرق ترتبط بزيادة التلاؤم الشامل لديها، فالجين أو مجموعة الجينات التي تروِّج لسلوك الإيثار سيتمُّ ضمان انتقاله للأجيال القادمة عن طريق مساعدة الأفراد الآخرين الذين يمتلكونه على البقاء على قيد الحياة، ويصيغ هاملتون هذه الأفكار على شكل قانون رياضي حسابي لتوضيح نظريته بشكلٍ أكثر دقة.

## الإيثار
يوضِّح مفهوم التلاؤم الشامل كيف يمكن للانتقاء الطبيعي أن يُعزز الإيثار ويديمه، فجين الإيثار الذي يؤثِّر على سلوك الكائن الحي ليكون مفيداً وحامياً للاقارب وذريَّاتهم، وهذا السلوك يزيد أيضاً من نسبة وجود جين الإيثار هذا عند الأفراد، لأنَّ احتمال أن يتشارك الأقارب جينات الإيثار كبير بسبب السلف المشترك لهم.
في حال وجود مثل هذه الجينات عند الفرد فإنَّ قاعدة هاملتون تُحدِّد المعايير الانتقائية الدقيقة من حيث التكلفة والفائدة والارتباط لمثل هذه السمة لزيادة عدد الأفراد، وقد أشار هاملتون إلى أنَّ نظرية التلاؤم الشامل لا تتنبَّأ بحدِّ ذاتها بأنَّ النوع سوف يُطوِّر بالضرورة مثل هذه السلوكيات الغيريَّة الإيثاريَّة لأنَّ التفاعل بين الأفراد يعدُّ مطلباً أساسياً وضرورياً بشدِّة لكي يحدث أي تفاعل اجتماعي بين الأفراد في المقام الأول، يقول هاملتون: «إنَّ الأفعال الغيريَّة أو الأنانيَّة تكون ممكنة فقط عندما يكون هناك كائن اجتماعي مناسب، وهكذا ستكون السلوكيَّات مشروطة منذ البداية»، بمعنى آخر في حين تحدد نظرية التلاؤم الشامل مجموعة من المعايير اللازمة لتطور سمات الإيثار فإنَّها لا تحدد شروطاً كافية لتطورها في أي نوع من الأنواع، وتشمل المعايير الأساسية الأكثر أهمية وجود معقدات جينية لسمات الإيثار في الجينات كما ذكر سابقاً وخاصة وجود «كائن اجتماعي مناسب متاح» كما أشار هاميلتون.
يؤكد حدوث أكل لحوم البشر لأشقائهم في العديد من المناسبات على النقطة التي مفادها أنَّه لا ينبغي فهم نظرية التلاؤم الشامل لتشمل مجرد التنبؤ بأنَّ الأفراد المرتبطين وراثياً سوف يتعرَّفون حتماً على السلوك الاجتماعي الإيجابي ويشاركون فيه تجاه أقاربهم، وإنَّما يحدث ذلك فقط في الأنواع التي لها سمات مناسبة في مجموعة الجينات الخاصة بها والتي يتفاعل فيها الأفراد عادةً مع الأقارب الوراثيِين في الظروف الطبيعية لتاريخهم التطوري، ويمكن ترك السلوك الاجتماعي والنظر في التكوين الديموغرافي النموذجي التطوري وبالتالي فإنَّ هذا النوع هو الخطوة الأولى في فهم كيف شكَّلت ضغوط البيئة أشكال السلوك الاجتماعي.
تشير الدلائل الملاحظة في مجموعات متنوعة من الكائنات ، بما في ذلك البشر ، والرئيسيَّات، وغيرها من الثدييات الاجتماعية الأخرى، إلى أنَّ آليَّات الإيثار غالباً ما تكون آليات تقريبية هامة تتواسط في التعبير عن سلوك الإيثار بغض النظر عمَّا إذا كان المشاركون هم في الواقع أقارب وراثيين في الحقيقة أم لا، لأنَّ ضغوط الانتقاء تعمل في الظروف النموذجية، وليس في الحالات النادرة التي تختلف فيها العلاقة الجينيَّة الفعليَّة عن تلك التي تصادفها عادة، وهكذا فإنَّ نظرية التلاؤم الشامل لا تعني أنَّ الكائنات الحيَّة تتطور لتوجيه الإيثار نحو الأقارب الوراثيين، كما أنَّ العديد من السلوكيَّات الاجتماعيَّة تعزز هذا التفسير.

## رعاية الوالدين
ذكر ريتشارد دوكنيز في كتابه الشهير الجين الأناني أنَّ البعض يُشكِّك في فكرة أنَّ الاستثمار الوالدي «رعاية الوالدين» يساهم في التلاؤم الشامل، وتعتبر الفروق بين نوع المستفيدين الذين تمَّت رعايتهم (الأقارب مقابل الأقارب المنحدرين من أصل سابق) ونوع التلاؤم المستخدم (شامل مقابل شخصي) مفاهيم مستقلة في تحليل الطبيعة، ويمكن فهم هذا الفروق على أفضل وجه عن طريق المثال التالي: إذا أخذنا عينة من حيوانات مثل التماسيح أو العناكب، سنجد أنَّ بعض الأفراد أو المجموعات من هذه العناكب والتماسيح تظهر سلوك رعاية الوالدين، في حين تفتقر الأنواع أو المجموعات الأخرى لهذا السلوك وكل ذلك في نهاية المطاف يعود لجينات تدعم وتعزِّز هذه السلوكيَّات.